# Paul Seegy
Paul Seegy (* 27. Juli 1891 in Nürnberg; † 18. Juli 1975 ebenda) war ein deutscher Architekt und Oberbaurat.

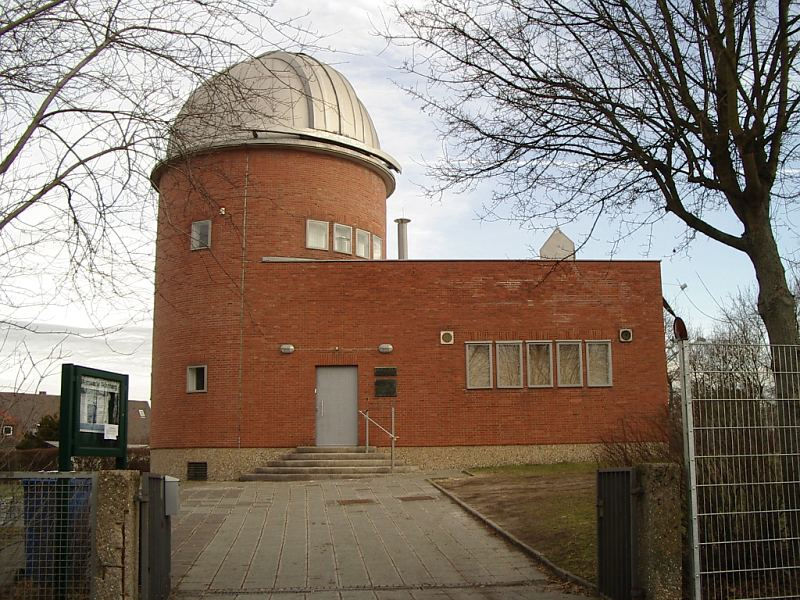
Regiomontanus-Sternwarte, Rechenberg

## Werdegang
Paul Seegy arbeitete zunächst für die Oberpostdirektion und ab 1929 im Stadtbauamt Nürnberg. Bis 1957 hatte er die Position des Stadtbaudirektors. Seegy ist der Postbauschule zuzurechnen.
Er ist verwandt mit Otto, Friedrich und Rudolf Seegy.

## Bauten
Er baute nach dem Zweiten Weltkrieg zahlreiche Ämtergebäude, Schulen und Altenheime.
- 1930–1931: Regiomontanus-Sternwarte, Rechenberg
- 1932: Fürsorgestelle für Lungenkranke, Nürnberg mit Walter Brugmann
- 1934–1935: Weihnachtskrippe Nürnberger Christkindlesmarkt mit Max Renner und Bertl Kuch
- 1935: Umbau Staatstheater Nürnberg
- 1946–1953: Restaurierung der Vorderhausschäden – Stadtmuseum Fembohaus

## Bücher
- Willy Liebel (Hrsg.): Nürnberger Schau. Monatsschrift der Stadt der Reichsparteitage Nürnberg.
- Willi Hanke (Hrsg.): Musik und Theater. Blätter der Theater der städtischen Bühnen Nürnberg. * 1. Jahrgang 1934 / 1935
- Haustüren. Eine Sammlung ausgeführter Türen. Mit Abbildungen. Karl Ulrich, Nürnberg, 1952 mit einem Vorwort von Seegy